# Cirsium braun-blanquetianum
Cirsium braun-blanquetianum là một loài thực vật có hoa trong họ Cúc. Loài này được Lawalrée mô tả khoa học đầu tiên năm 1975.